# Angelica Sin
Angelica Sin (Carolina del Norte; 9 de abril de 1974) es una actriz pornográfica estadounidense.
Tras graduarse y asistir a algunas clases de enfermería en la Universidad de Carolina del Sur, se convierte en bailarina exótica en Atlanta, Georgia alrededor de la época de los Juegos Olímpicos de Verano de 1996, tras lo cual se mudó a Los Ángeles, California en 1998.
Ha sido nominada tres veces en los Premios AVN, llegando a ganar una estatuilla por su trabajo en la película The New Devil in Miss Jones.
También ha luchado en Women's Exteme Wrestling federation (Lucha Libre Extrema de Mujeres).

## Filmografía
- All About Ass #16.
- American Anal Association.
- Anal Offenders.
- Anal University #3.
- Angelica's Anal Sins.
- Big Boobs Dirty 30's & Squirtin.
- Big Fat F.N. Tits #4.
- Big Tit Brotha Lovers #2.
- Big Tit Prison # 2.
- Big Tit Teasers #6.
- Big Wet Asses #3.
- Extreme Big Tits #4.
- Fuck You Ass Whores 2, y 4.
- Gag Factor #6.
- Lauren Phoenix's Fuck Me.
- Severe Anal.